# Pierre de Carcavi

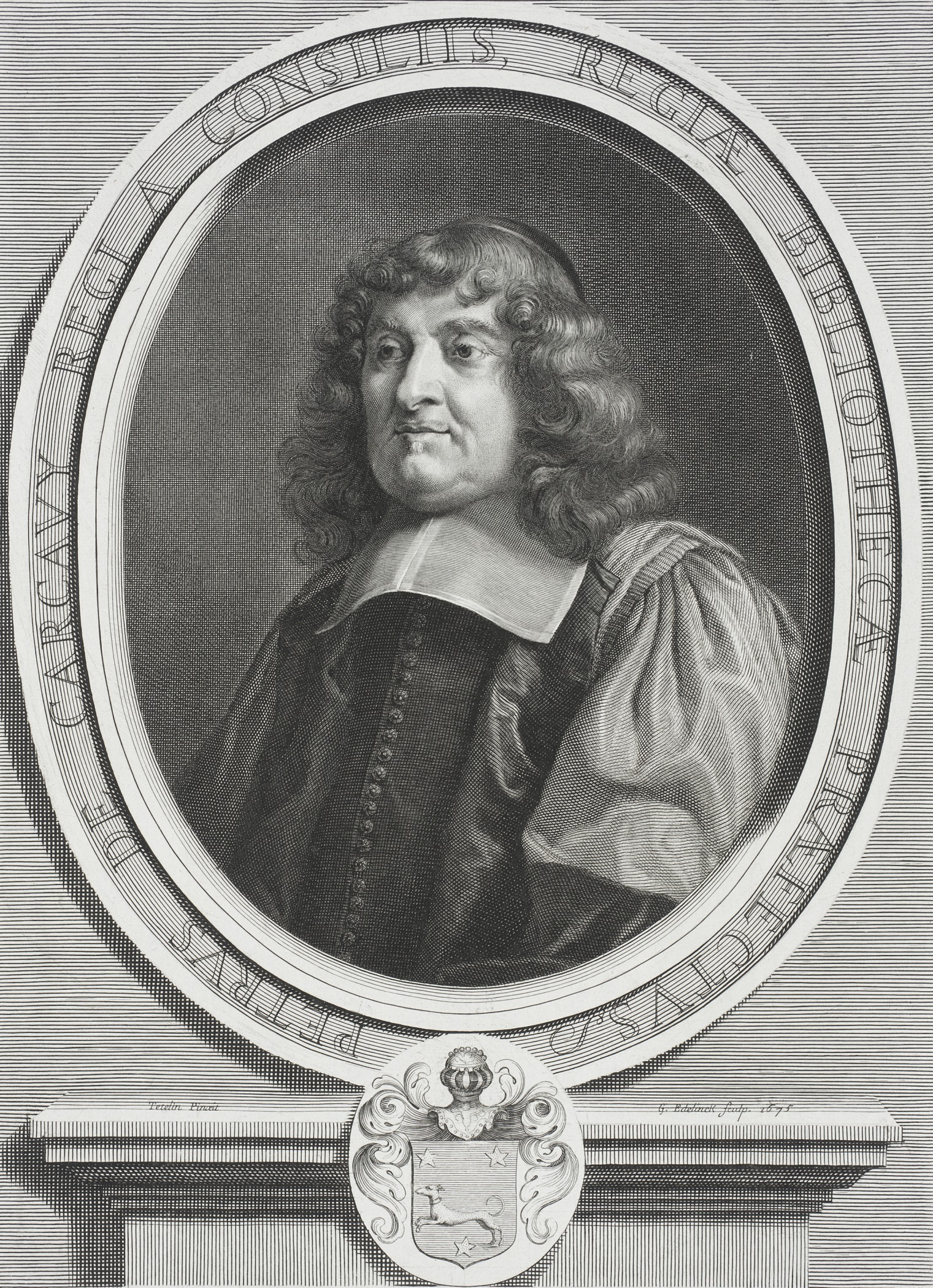
Porträt von Pierre de Carcavys, eine Gabe von Mr. und Mrs. Theodore Harris

Pierre de Carcavi (* um 1600 oder um 1605; † 1684 in Paris) war ein französischer Mathematiker und Königlicher Bibliothekar in Paris, Briefpartner von Pierre de Fermat und anderen führenden Wissenschaftlern seiner Zeit.

## Leben
In der Literatur werden verschiedene Geburtsdaten genannt. In einem Rechtfertigungsschreiben auf Anschuldigungen in Zusammenhang mit seiner Entlassung als Bibliothekar des Königs vom 14. November 1683 gibt er sein Alter mit 80 Jahren an. Als Geburtsort wird häufig Lyon angegeben. Nach dem Fermat-Forscher Klaus Barner ist er dagegen möglicherweise 1606 geboren, kannte Pierre de Fermat schon vor seiner Zeit in Toulouse (wahrscheinlich aus gemeinsamem Studium in Orléans) und ist auch nicht wie vielfach geschrieben in Lyon, sondern wahrscheinlich in Cahors geboren. Sein Vater Jean de Carcavi war aus der Lombardei über Lyon nach Cahors eingewandert. Er war ein bedeutender Bankier (Geldwechsler) und Generalpächter für die Provinzen Languedoc, Guyenne und Lyonnais.
Carcavi muss aufgrund seines Karrierewegs Zivilrecht studiert haben (über eine Universitätsausbildung ist nichts Genaues bekannt) und war 1632 bis 1636 Richter an einer der Kammern für Zivilprozesse (chambres des enquêtes) des Parlement de Toulouse, wo er seine schon länger bestehende Freundschaft mit Fermat pflegte. 1634 besuchte er Italien. 1636 wurde er Rat im Grand Conseil von Paris (er kaufte die Stelle mit Hilfe seines Vaters), musste die Stelle aber 1648 verkaufen um die Schulden seines bankrotten Vaters zu bezahlen. Danach war er eine Zeitlang Buchhändler. Er konnte eine Stelle im Umkreis des Herzogs von Liancourt Roger du Plessis, Duc de Liancourt erhalten, für den er bis 1663 arbeitete. Dabei war er auch 1648 auf einer Italienreise (bei der er insgeheim für Frankreich spionierte) in den missglückten Versuch des Herzogs von Guise Henri II. de Lorraine, duc de Guise involviert, den Spaniern die Macht in Neapel zu entreißen.
Carcavi hatte eine zentrale Stellung unter den Wissenschaftlern in Paris, insbesondere als Vermittler und Ansprechpartner von Wissenschaftlern außerhalb von Paris. Nicht unwesentlich war dabei sein umgänglicher Charakter und seine Fähigkeit Freundschaften zu schließen. Bis zu dessen Tod 1648 gehörte er zum Kreis um Marin Mersenne, in der Fortsetzung von dessen Akademie durch Jacques Le Pailleur, und war später Mitglied der Akademie von Henri Louis Habert de Montmor (die sich ab 1654 traf).
Carcavi hatte in Paris enge Kontakte mit Gilles Personne de Roberval, befreundete sich mit Blaise Pascal und korrespondierte mit Wissenschaftlern wie Galileo Galilei (unter anderem über dessen Fallexperimente 1637), Christian Huygens (der seinen Kontakt zu Fermat über Carcavi hatte), René Descartes (dem er z. B. nach dem Tod von Mersenne dessen Korrespondenz anbot, 1649 die Luftdruckexperimente von Pascal mitteilte und die Einwände von Roberval gegen die Geometrie von Descartes) und Evangelista Torricelli. Fermat sandte ihm viele seiner Schriften. und beabsichtigte auch einige über Carcavi publizieren zu lassen, was sich aber nicht realisierte, obwohl Carcavi sowohl Pascal als auch Huygens deswegen kontaktierte (zu Lebzeiten wurde kaum etwas von Fermat gedruckt). Auch zwischen Pascal und Fermat diente er als Mittler. Pascal schickte ihm seine Rechenmaschine und setzte ihn mit Roberval als Schiedsrichter für ein mathematisches Preisproblem über die Zykloide ein, das Pascal 1658 auslobte.
1645 war er in einen der Dispute um die Versuche, die Quadratur des Kreises zu beweisen verwickelt. Der dänische Astronom Longomontanus meinte Verfahren gefunden zu haben, was John Pell bestritt. Carcavi schickte einen Brief mit der Widerlegung an Pell und vertrat darin die Ansicht, dass die Quadratur des Kreises unmöglich ist.
1663 erhielt er die Patronage von Jean-Baptiste Colbert, dem Nachfolger des 1661 verstorbenen Kardinals Mazarin. Carcavi hatte zu Colberts Zufriedenheit die Bibliothek von Mazarin katalogisiert und erhielt durch ihn 1663 den Posten des königlichen Bibliothekars, was er bis kurz vor seinem Tod blieb. Er führte die Geschäft mit harter Hand und wurde deshalb auch Zerberus der Bibliothèque Royale genannt. Unter seiner Leitung wurde die Bibliothèque Royale durch Ankäufe erheblich ausgebaut. Er war auch Gründungsmitglied der Académie des sciences 1666 und spielte in ihr eine bedeutende Rolle in ihren Anfangsjahren. Beispielsweise korrespondierte er im Auftrag der Akademie mit Gottfried Wilhelm Leibniz, der seine Rechenmaschine 1675 der Akademie präsentierte. Die Königliche Bibliothek war auch erster Treffpunkt der Akademie.
1668 ernannte ihn Colbert zu einem der Mitglieder einer Kommission (der auch Huygens, Roberval, Adrien Auzout, Jean Picard, Jean Gallois angehörten), die einen Vorschlag zur Längengradbestimmung beurteilen sollte, die ein deutscher Adliger (R. de Neystt) einsandte. Am 6. Juni 1668 wies die Kommission das Verfahren zurück.
Sein letztes Lebensjahr war durch eine Anklage von Colbert´s Nachfolger François Michel Le Tellier de Louvois verdunkelt, der ihn beschuldigte insbesondere Medaillen aus der Sammlung des Königs veruntreut zu haben (er war auch für die Medaillensammlung zuständig). Es gab aber keine Beweise und Carcavi wurde 1683 offiziell wegen seines hohen Alters als Bibliothekar entlassen und starb bald darauf. Sein Nachfolger als Bibliothekar und Mitglied der Akademie wurde Gallois.
1638 heiratete er Louise de Chaponay aus einer einflussreichen Familie in Lyon gegen den Willen ihrer Eltern (Humbert de Chaponay, Intendant im Bourbonnais, und Éléonore de Villares), die sie dafür vorübergehend verstießen. Er hatte einen Sohn Abbé Charles-Alexandre de Carcavi (oder Carcavy, gestorben 1723).